# Pull up
|  | Wiktionary har en ordboksartikel om pull up. |

Pull up (engelska för upptagning, bokstavligen "dra upp") är ett automatiserat internationellt utrop hos de flesta moderna flygplans terrängvarningssystem(en) (engelska: Terrain Awareness and Warning System, kort TAWS) som varnar piloten för kollisionskurs med marken när planet har nedpekande nos på låg höjd och ber denna göra en upptagning (att dra upp nosen).